# Анфилирање
Анфилирање или анфилада је у војној терминологији тучење противничког положаја или брода уздужном ватром. У тврђавској војни изводи се од почетка 17. вијека посебним анфиладним или анфилирним батеријама постављаним близу тврђаве а бочно у односу на дио који се напада. Појавом оклопа и увођењем трверзи у рововима крајем 19. вијека губи ранији значај, али се и даље сматра ефикасном врстом напада кад може да се примјени.
На мору се а. примјењује гађањем од крме ка прамцу, углавном против дрвених бродова с једрима.